# Litiskreszenz
Die Litiskreszenz (lateinisch lis infitiando crescit in duplum ‚der Streitwert wächst durch Leugnen auf das Doppelte‘) ist ein altziviler Verfahrensgrundsatz aus dem römischen Vollstreckungsrecht und bekannt seit der frühen Republik. Konnte eine Haftungs- oder Schuldfrage gerichtlich geklärt werden und war eine pfandmäßige körperliche Sicherung des Schuldners für Vollstreckungszwecke erfolgreich, dann durften von seiner Seite oder von Dritten keine Einreden mehr erhoben werden, um nicht Gefahr zu laufen einer Doppelung der Streitsumme ausgesetzt zu sein.
Voraussetzung für diese Strafverschärfungsregel war ein Urteil, das in einem vorangegangenen Spruchformelprozess (legis actio per manus iniectionem) ergangen und bei dem das persönliche Erscheinen des Schuldners angeordnet war.
„Wer leugnet, zahlt drauf“. Mit dieser Grundvorstellung von der Litiskreszenz, wurde die Haftungssumme verdoppelt, wenn der Beklagte einen Sachverhalt leugnete, der entweder offenkundig bereits feststand oder auch unstreitig gestellt worden war, oder durch den Bürgen oder einen beitretenden Dritten (vindex) unberechtigt bestritten worden war. Die Regel wurde bei eindeutigen Sachverhalten angewendet, wozu Rechtsgeschäfte gehörten, die durch eine Mancipatio zustande gekommen waren. Eine Verurteilung übte eine Schadenswiedergutmachung beim Geschädigten und eine Straffunktion beim Haftenden aus. Während der mittleren Republik konnte der Anspruch durch eine actio legis Aquiliae geltend gemacht werden.
Wurde die Summe nicht beglichen, wurde die Vollstreckung vollzogen, der Schuldner seinem Gläubiger zu dessen Verwendung zugesprochen. Regelungen dafür enthielten die XII Tafeln (3,3–5). Dazu gehörten die temporäre Festsetzung oder ursprünglich auch die pfandrechtliche Verwertung des Schuldners an Markttagen (Verkauf als Sklave) und bei Unverkäuflichkeit die Tötung. Später bürgerte sich statt Verkauf und Tötung die Schuldknechtschaft ein. Kaiser Justinian schuf die Litiskreszenz formell ab.

## Rezeption
Im Zuge des usus modernus pandectarum wurde die Litiskreszenz weitergehend erforscht. So war es bei der actio legis Aquiliae eine Möglichkeit, wie die Schadenssumme den eigentlichen Schaden übersteigen konnte.
Das preußische Landrecht griff den Grundsatz der Litiskreszenz auf und wendete diesen Grundsatz bis zur Mitte des 17. Jahrhunderts an. Durch eine Verurteilung zum doppelten Streitwerte sollte mutwilliges Dementieren verhindert werden.